# 平池東
平池東（ひらいけひがし）は、愛知県名古屋市守山区にある地名。丁番を持たない単独町名である。住居表示未実施。

## 地理
名古屋市守山区志段味地区に位置する。東は日の後、北は深沢、西は笹ヶ根3丁目、南は花咲台に接する。

## 歴史

### 沿革
- 1984年（昭和59年）3月30日 - 吉根特定土地区画整理組合設立認可
- 2006年（平成18年）11月25日 - 守山区大字字笹ヶ根・字太鼓ヶ根・字日ノ後・字深沢の各一部により平池東として成立[1]。

## 世帯数と人口
2019年（平成31年）4月1日現在の世帯数と人口は以下の通りである。
| 町丁   | 世帯数 | 人口  |
| ------ | ------ | ----- |
| 平池東 | 76世帯 | 231人 |

### 人口の変遷
国勢調査による人口の推移
| 2010年（平成22年） | 209人 | [ 7 ] |  |
| 2015年（平成27年） | 195人 | [ 8 ] |  |

## 学区
市立小・中学校に通う場合、学校等は以下の通りとなる。また、公立高等学校に通う場合の学区は以下の通りとなる。
| 番・番地等 | 小学校                   | 中学校               | 高等学校 |
| ---------- | ------------------------ | -------------------- | -------- |
| 全域       | 名古屋市立志段味西小学校 | 名古屋市立吉根中学校 | 尾張学区 |

## 交通
- 町域西端部を愛知県道213号篠木尾張旭線が南北に通過する。
- 町域北端部を愛知県道15号名古屋多治見線が東西に通過する。

## 施設
- 愛知県警察守山警察署吉根交番（北緯35度14分12.5秒 東経137度0分19.5秒 / 北緯35.236806度 東経137.005417度）
- 平池東公園（北緯35度14分7.6秒 東経137度0分22.5秒 / 北緯35.235444度 東経137.006250度）

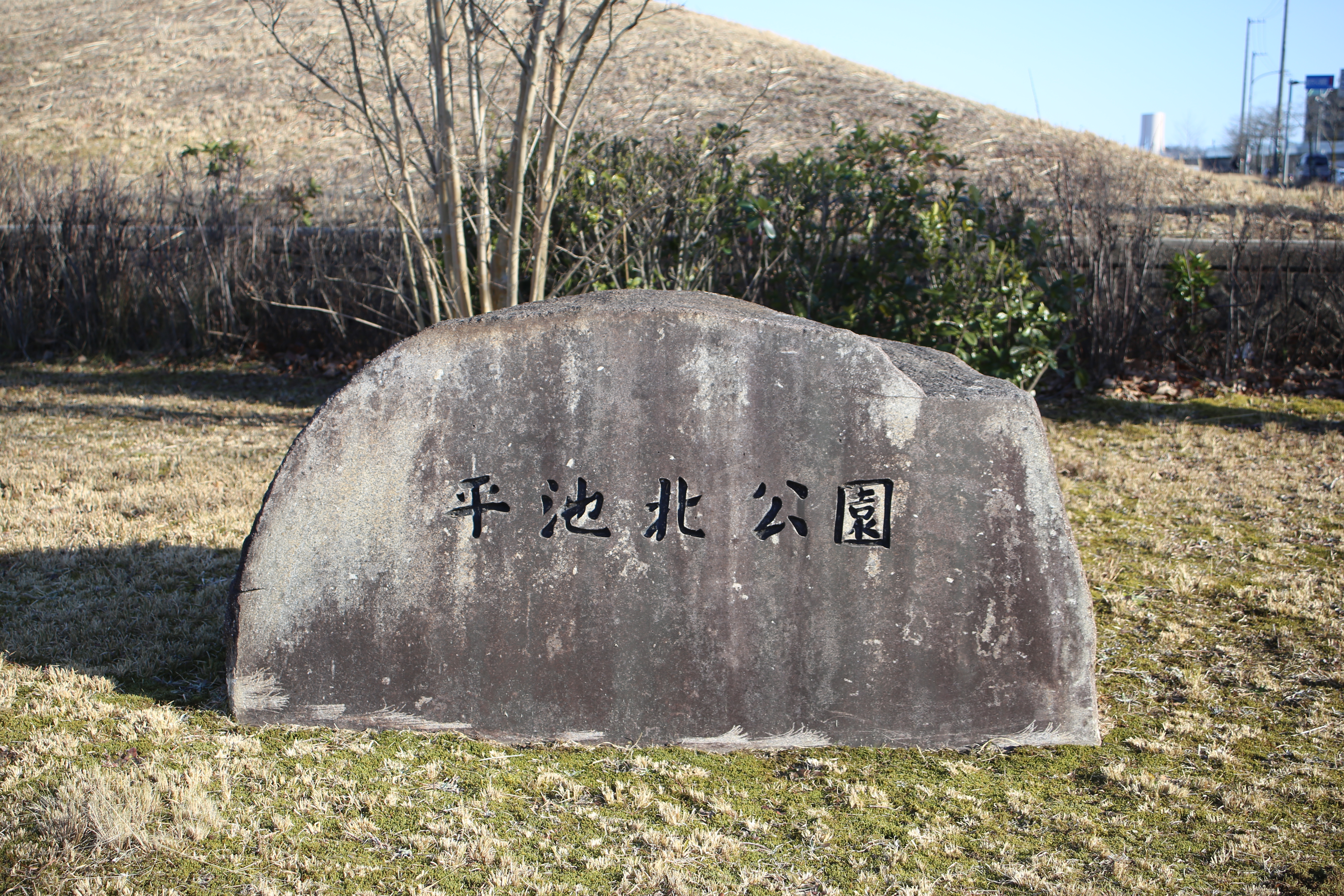
平池東公園

## その他

### 日本郵便
- 郵便番号 : 463-0809[4]（集配局：守山郵便局[11]）。